# Куклес, Исаак Самойлович
Исаак Самойлович Куклес (28.09.1905—31.07.1977) — советский учёный в области прикладной математики, доктор физико-математических наук (1943), профессор(1944), член-корреспондент АН Узбекской ССР (1960).

## Биография
Родился в Харькове в семье служащего. Член КПСС с 1944 г.
Рано осиротев, жил у родственников в г. Азов. С 1921 г. работал курьером, судовым рабочим, машинистом.
Окончил техникум по специальности корабельный механик (1946) и Ростовский университет (1930). Работал в там же ассистентом (1930—1931), в МГУ (1931—1934, одновременно учился в аспирантуре), в Дальневосточном университете (1934—1935). Доцент Московского института тонкой химической технологии (1935—1939), Московского авиационно-технологического института (1939—1947).
С 1947 г. профессор и заведующий кафедрой прикладной механики Самаркандского университета.
Автор работ по дифференциальным уравнениям и теоретической механике. Под его руководством проводились исследования микроструктуры особых точек на плоскости и в многомерном пространстве, по качественной теории уравнений Пфаффа, проблемам различения нормальных областей на плоскости и в пространстве и бифуркации предельных многообразий динамических систем. Создатель научной школы по обыкновенным дифференциальным уравнениям (качественная теория).
Доктор физико-математических наук (1943), профессор(1944), член-корреспондент АН Узбекской ССР по отделению математики (1960).
Заслуженный деятель науки УзССР (1957). Награждён двумя орденами Трудового Красного Знамени, орденом «Знак Почёта», медалями.
Похоронен в Самарканде на Европейско-еврейском кладбище.

## Сочинения
- О некоторых вопросах методологии механики [Текст]. — Самарканд : Узбек. гос. ун-т, 1955. — 53 с.; 22 см.
- Проблема изохронности в теории нелинейных колебаний [Текст] / И. С. Куклес и Н. С. Пискунов. — Москва ; Ленинград : Изд-во Акад. наук СССР, 1939 (Москва). — 20 с., без тит. л. : черт.; 27 см.
- О двух проблемах теории нелинейных колебаний [Текст] / И. С. Куклес ; Междунар. союз по теорет. и прикладной механике. Симпозиум по нелинейным колебаниям. Киев. Сент. 1961. — Киев : Ин-т математики АНУССР, 1961. — 13 с.; 22 см.
- Вопросы качественной теории дифференциальных уравнений [Текст] / Редкол.: И. С. Куклес — чл. кор. АН УзССР — отв. ред. и др. — Самарканд : [б. и.], 1978. — 122 с. : ил.; 21 см.